# PWS-54
Il PWS-54 fu un aereo da trasporto passeggeri di linea monomotore ad ala alta sviluppato dall'azienda aeronautica polacca Podlaska Wytwórnia Samolotów (PWS) nei primi anni trenta.

## Storia del progetto
Nel corso del 1931 il Ministero delle comunicazioni polacco emise un requisito relativo ad un nuovo velivolo da trasporto misto passeggeri e posta, destinato ad operare sulle linee interne, con cui sostituire il precedente PWS-24. Il nuovo aereo doveva essere equipaggiato con il propulsore Skoda-Wright già utilizzato sul PWS-24. Per rispondere al requisito l'ufficio tecnico della Podlaska Wytwórnia Samolotów, sotto la guida dell'ingegnere Zbysław Ciołkosz, progettò il PWS-54. Il modello in scala dell'aereo venne provato con successo nella galleria del vento aziendale, e successivamente mandato presso l'Istituto Aerodinamico di Varsavia per ulteriori valutazioni.
Dopo aver ottenuto l'autorizzazione da Varsavia durante il 1932 la ditta iniziò la costruzione del prototipo presso i propri stabilimenti situati a Biała Podlaska. L'aereo venne dotato del motore Wright J-5 Whirlwind costruito su licenza presso gli stabilimenti polacchi della Skoda, azionante un'elica bipala metallica Ratier a passo variabile in volo. Il prototipo, immatricolato SP-AHY, andò in volo per la prima volta sul campo d'aviazione di Biała Podlaska verso l'inizio del 1933, nelle mani del pilota collaudatore Franciszek Rutkowski.

## Tecnica

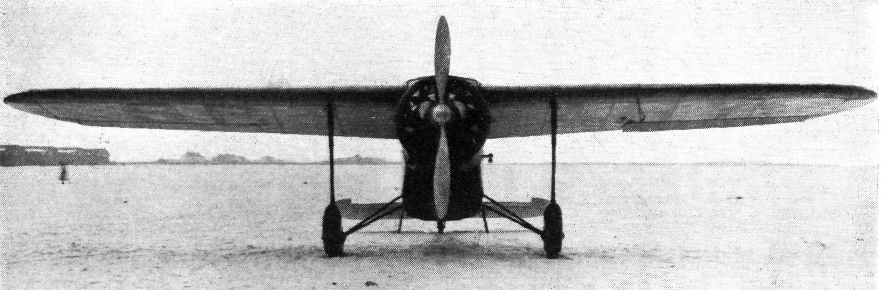
Vista di fronte

Monoplano ad ala alta, monomotore, di costruzione mista in acciaio, legno e tela, per il trasporto passeggeri e posta. La fusoliera, costruita in tubi d'acciaio, aveva sezione rettangolare, ed era ricoperta di tela. L'impennaggio di coda era del tipo classico monoderiva, dotato di piani orizzontali controventati, rivestiti in tela, così come il timone. La configurazione alare era monoplana ad ala alta a sbalzo, di costruzione completamente lignea. L'ala a pianta ellittica era costituita da due longheroni, ed era interamente rivestita di compensato.
Il carrello d'atterraggio era un triciclo posteriore fisso disposto a forma di V, costruito in tubi d'acciaio, e dotato di ruotino di coda. Le gambe principali erano dotate di ammortizzatori oleopneumatici PZL, mentre le ruote erano ricoperte da carenature aerodinamiche e disponevano di freni ad aria Bendix.
Il singolo pilota era ospitato in una cabina di pilotaggio vetrata, posizionata davanti all'ala, e dotata di parabrezza anteriore appuntito. Dietro, e leggermente al di sotto di essa, si trovava la cabina dei passeggeri, accessibile su entrambi i lati della fusoliera tramite una porta posta sotto l'ala. La cabina di pilotaggio era separata da quella passeggeri da una porta scorrevole, e il pilota vi accedeva reclinando in avanti uno dei sedili passeggeri anteriore. I posti dei passeggeri erano quattro, con due sedili davanti e due dietro alla porta di accesso laterale, mentre le dimensioni della cabina erano: lunghezza 1,803 m, larghezza 1,041 m e altezza 1,245 m. Il lato inferiore delle porte di accesso fu tagliato per aumentare l'altezza usufruibile di 152 mm onde facilitare l'accesso.
La propulsione era affidata ad un motore radiale Wright J-5 Whirlwind prodotto su licenza Skoda, a 5 cilindri, raffreddati ad aria, erogante la potenza di 220 hp (164 kW) ed azionante un'elica bipala metallica Ratier a passo variabile in volo. Il motore era ricoperto da un anello Townend al fine di migliorare sia il raffreddamento del propulsore, che l'aerodinamica del velivolo. La capacità dei serbatoi carburante era pari a 320 litri.

## Impiego operativo
Nel marzo dello stesso anno il prototipo fu mandato presso l'I.B.T.L. di Varsavia al fine di effettuare le relative prove di accettazione, al termine delle quali, verso la metà del mese, fu consegnato alla compagnia LOT per la valutazione operativa. Tra l'aprile e il luglio dello stesso anno l'aereo fu usato sulle rotte interne, ma non soddisfece appieno la direzione della compagnia. Nel mese di agosto l'aereo venne rimandato in fabbrica per ricevere alcune modifiche, per essere nuovamente consegnato alla compagnia nell'autunno di quell'anno.
Durante l'ulteriore valutazione operativa emersero alcuni problemi, come il carico utile che risultava troppo scarso, limitandone significativamente l'autonomia. Con il carico massimo di quattro passeggeri, ed al peso massimo al decollo, l'autonomia scendeva a 500 km, e così, per essere redditizio, l'aereo fu completato con un allestimento per tre posti passeggeri.
A causa della scarsa maneggevolezza emersa durante le prove il PWS-54 non fu mai utilizzato per il trasporto passeggeri, ma solo per quello di posta e merci. La corsa di atterraggio risultò troppo lunga, nonostante la presenza di freni ad aria e carenature del carrello di atterraggio. La versione modernizzata del PWS-24, designata PWS-24bis, equipaggiata con un motore più potente, offriva le stesse prestazioni del PWS-54. Su pressione del governo polacco la LOT ordinò cinque esemplari del PWS-24bis, preferendolo al nuovo PWS-54. Lo sviluppo dell'aereo venne definitivamente abbandonato e il prototipo rimase in uso per alcuni anni prima di essere accantonato in un hangar nel corso del 1939. A causa dello scoppio della seconda guerra mondiale non è nota la sua sorte finale.

## Utilizzatori
Polonia
- LOT

### Annotazioni
1. ↑  L'aerodinamica del velivolo fu molto curata, e a parità di potenza del propulsore risultava più veloce di 40 km/h rispetto al precedente PWS-24.
2. ↑  Progettata per la Podlaska Wytwórnia Samolotów dal professor Wytoszyński.

### Fonti
1. 1 2 3 4 5  Cynk 1971, p. 459.
2. 1 2 3 4  Cynk 1971, p. 456.
3. 1 2 3 4 5 6 7 8 9  Cynk 1971, p. 457.
4. 1 2 3 4 5 6 7 8  Cynk 1971, p. 458.
5. 1 2 3 4 5 6 7  Flight, 31 agosto 1933 pp.885-886.